# Sébastien Djédjé Dano
Pour les articles homonymes, voir Djédjé et Dano.
Sébastien Djédjé Dano, plus connu sous le nom Dano Djédjé, est un homme politique ivoirien, personnalité du Front populaire ivoirien (FPI) jusqu’en 2021. Les 16 et 17 octobre 2021, il préside le congrès constitutif du Parti des peuples africains – Côte d'Ivoire (PPA-CI). Il est né à Brékoua (Centre-Ouest) le 1er janvier 1954 et est professeur titulaire à la faculté de pharmacie de l'université de Cocody. Plusieurs fois nommé ministre, il est ministre de la Réconciliation nationale et des relations avec les Institutions jusqu'en février 2010.
Sébastien Djédjé Dano fait partie des membres de l'opposition placés en résidence surveillée à Abidjan à la suite du renversement du président Laurent Gbagbo le 11 avril 2011. Il est finalement libéré le 18 juin 2011 avec 16 autres personnes dont le ministre Michel Amani N'Guessan.
À la suite de l'organisation d'un congrès du FPI le 30 avril dans le village de Mama (Centre-Ouest), il est de nouveau arrêté le 4 mai 2015 avec 2 autres opposants au pouvoir en place, Justin Koua et Hubert Oulaye, pour troubles à l'ordre public et défiance à l'autorité de l'État. Il est incarcéré à la prison de Toumodi avec d'autres prisonniers politiques puis libéré provisoirement le 24 décembre 2015. Il a été condamné à 30 mois de prison puis amnistié.

## Biographie
Sébastien Dano est membre de la direction du FPI jusqu’en 2021 aux postes de secrétaire national, secrétaire général adjoint et vice-président. Il a été député de Gagnoa commune de 1995 à 2010. Depuis octobre 2021, il est premier vice-président du conseil stratégique et politique du PPA-CI.
Sébastien Djédjé Dano est candidat à la présidence du Conseil régional du Gôh lors de l'élection de septembre 2023. Il termine second avec 39,4 % des voix, derrière le candidat du Rassemblement des houphouëtistes pour la démocratie et la paix (RHDP) et président sortant, Joachim Djédjé (41,4 %), et devant le candidat du Parti démocratique de Côte d'Ivoire – Rassemblement démocratique africain (PDCI) André Logbo (19,2 %).

## Postes de ministres
- 2000-2001 : Ministre de la Jeunesse
- 2001-2002 : Ministre des Relations avec le Parlement et les autres Institutions
- 2002-2003 : Ministre de l'Agriculture et des Ressources animales
- 2003-2005 : Ministre chargé de la Réconciliation nationale
- 2005-2007 : Ministre de la Réconciliation nationale et des Relations avec les Institutions
- 2007-2010 : Ministre de la Réconciliation nationale et des relations avec les Institutions dans le Gouvernement Soro I

### Ouvrages de Sébastien Dano Djédjé
- Laurent Gbagbo, La foi en la démocratie, L'élection présidentielle de l'an 2000, Editions L'harmattan, 2015  (ISBN 978-2-343-06249-5).